# Велоспорт

Пиктограмма велоспорта в олимпийской программе

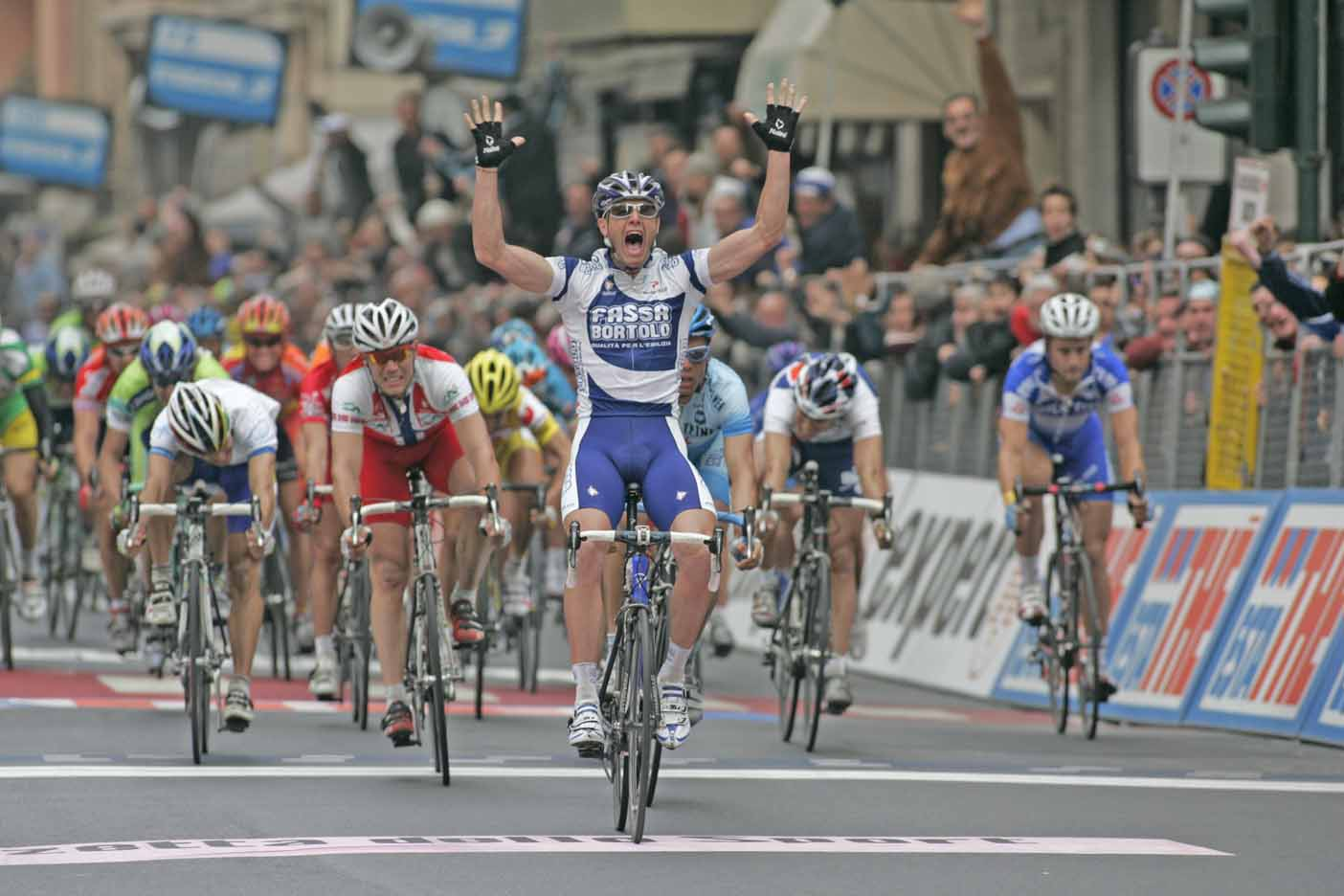
велоспорт

Велосипедный спорт  или просто Велоспорт (в широком смысле слова) — перемещение по земле с использованием транспортных средств (велосипедов), движимых мускульной силой человека.
Велоспорт включает в себя такие дисциплины, как гонки на треке, шоссе, пересечённой местности, маунтинбайк, соревнования на сверхдальние дистанции, соревнования в фигурной езде и игре в мяч на велосипедах — велополо и велобол и др. Велоспорт также является частью такого вида спорта как триатлон. Основная цель гоночных дисциплин — наиболее быстрое преодоление определённой дистанции (и ландшафта) на велосипеде.
Международным регулятором и организатором международных соревнований по велосипедному спорту является Международный союз велосипедистов (UCI), находящимся в Швейцарии. На национальном уровне такие функции выполняют соответствующие национальные организации (в России — Федерация велосипедного спорта России, на Украине — Федерация велоспорта Украины и др.).

## Дисциплины велоспорта

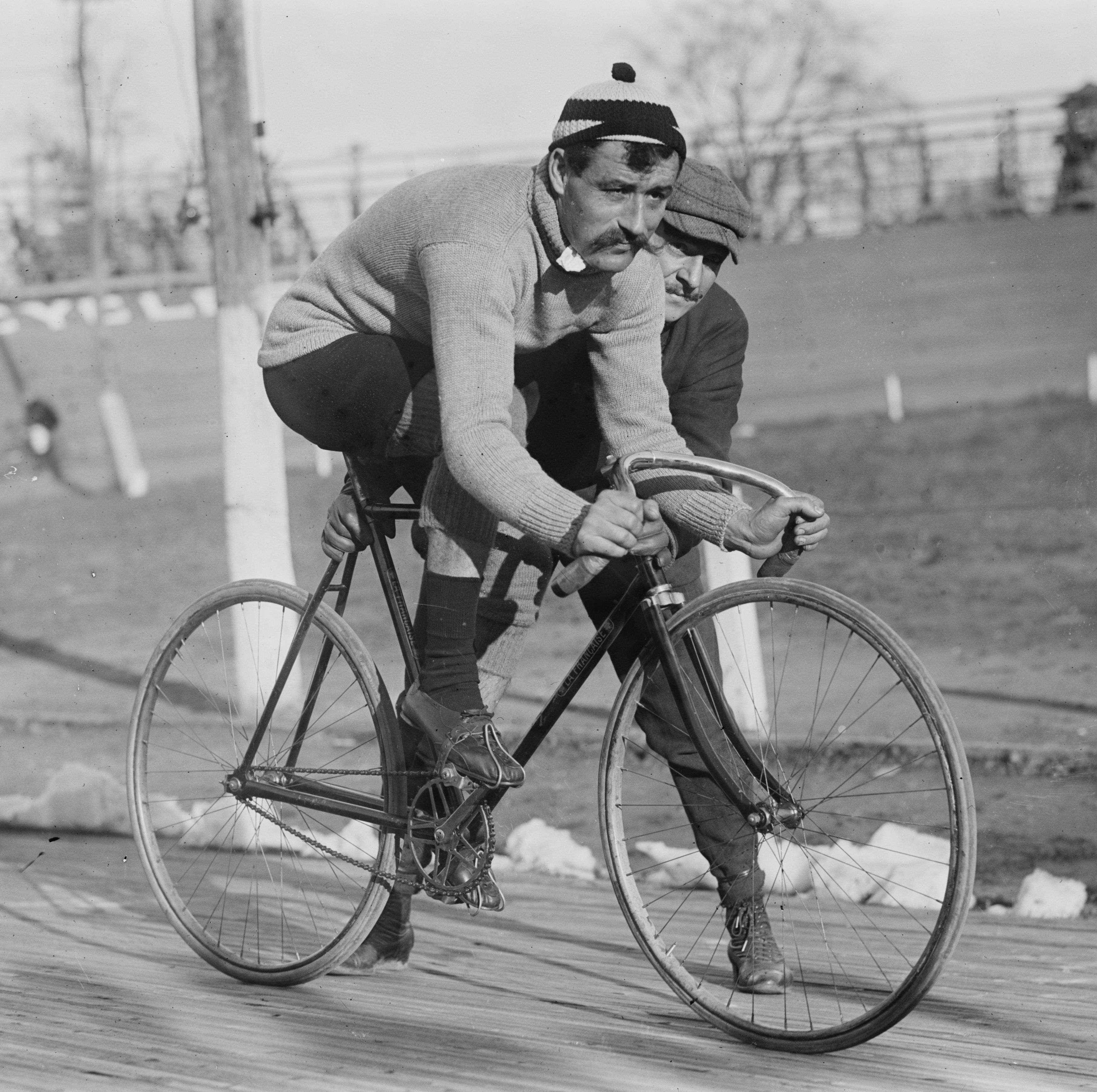
Велосипедный гонщик (1909 год)

### Шоссейный велоспорт
Олимпийские виды:
- групповая гонка
- индивидуальная гонка

Неолимпийские виды:
- командная гонка
- многодневная гонка
- гонка в гору (горный тур)
- критериум
- парная гонка

### Трековый велоспорт
- спринт — гонка на треке на два или три круга, в которой принимают участие от двух до четырёх гонщиков. Победителем в каждом конкретном заезде считается тот, кто первым пересёк финишную черту
- командный спринт
- индивидуальная гонка преследования
- командная гонка преследования
- гонка по очкам
- гит (индивидуальный заезд на 1 км, 500 м или 200 м)
- мэдисон (парная гонка)
- кейрин
- скрэтч (групповая гонка)
- омниум (многоборье)
- гонка на выбывание

### Велокросс
- групповая гонка
- гонка с индивидуальным стартом

### Маунтинбайк
- кросс-кантри XC
  - Олимпийский кросс-кантри: XCO
  - Марафонский кросс-кантри: XCM
  - Кросс-кантри по дистанции от одного пункта до другого: XCP (от одного пункта до другого)
  - Кросс-кантри по короткой кольцевой трассе: XCC (критериум)
  - Кросс-кантри гонка на время: XCT (гонка на время)
  - Кросс-кантри командная эстафета: XCR (командная эстафета)
  - Кросс-кантри многодневная гонка: XCS (многодневная гонка)
  - Кросс-кантри элиминатор: XCE. Спринт в несколько этапов с выбыванием.
- Скоростной спуск (даунхилл)
- Скоростной подъём (апхилл)
- Байкер-кросс
- Свободная езда (фрирайд)
- Велотриал

### BMX
- BMX-рейс
- BMX-дёрт
- BMX-верт
- Флэтленд

## История
1868 — 31 мая в одном из парков пригорода Парижа Сен-Клу стартовала первая в мире велосипедная гонка на 2000 метров.
1870 — Соревнования прошли во Франции, дистанция пролегала между Руаном и Парижем (120 км). Велосипеды участников тогда были деревянными. Победителю удалось достичь средней скорости примерно 11 км/ч.
1884−86 — Томас Стивенс совершил первое кругосветное путешествие на велосипеде (Ливерпуль — Иокогама).
1893 — впервые прошло первенство мира на треке (Чикаго).
1896 — велоспорт включён в программу Олимпийских игр.
1911−13 — первое российское кругосветное путешествие на велосипеде Онисима Петровича Панкратова.
1921 — впервые прошло первенство мира на шоссе (Копенгаген).

## Часто встречающиеся травмы велосипедистов
Согласно данным американской Комиссии по безопасности потребительской продукции велоспорт — один из наиболее травматичных любительских видов спорта. Велосипедисты подвержены травмам от ссадин и ран, полученных при падении, до тяжёлых черепно-мозговых травм и множественных переломов. Характерны для велосипедистов и повреждения, возникающие в результате перегрузок и положения спортсмена во время езды. Среди них тендиниты, мышечные и суставные боли, компрессионная невропатия срединных и локтевых нервов в руках и половых нервов в паховой области, боли в шейном отделе позвоночника, возникающие из-за необходимости постоянно вытягивать шею, чтобы смотреть вперед.

## Велоспорт в филателии

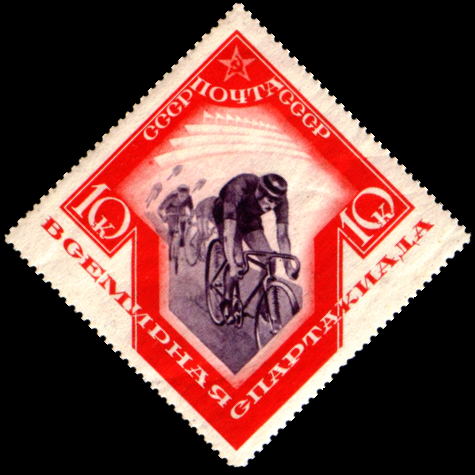
Почтовая марка СССР, 1935 год. Серия «Спорт в СССР. Спартакиада»: Велосипедный спорт.
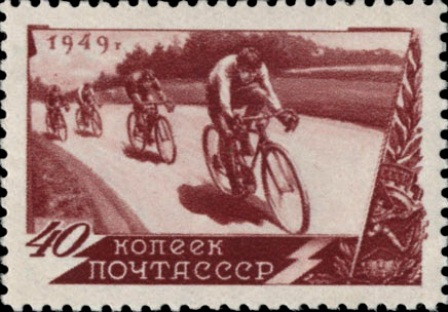
Почтовая марка, 1949 год. Серия «Спорт в СССР» (I выпуск года): Велосипедный спорт.
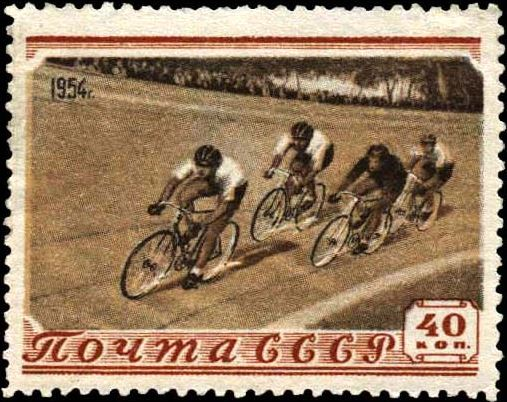
Почтовая марка СССР, 1954 год
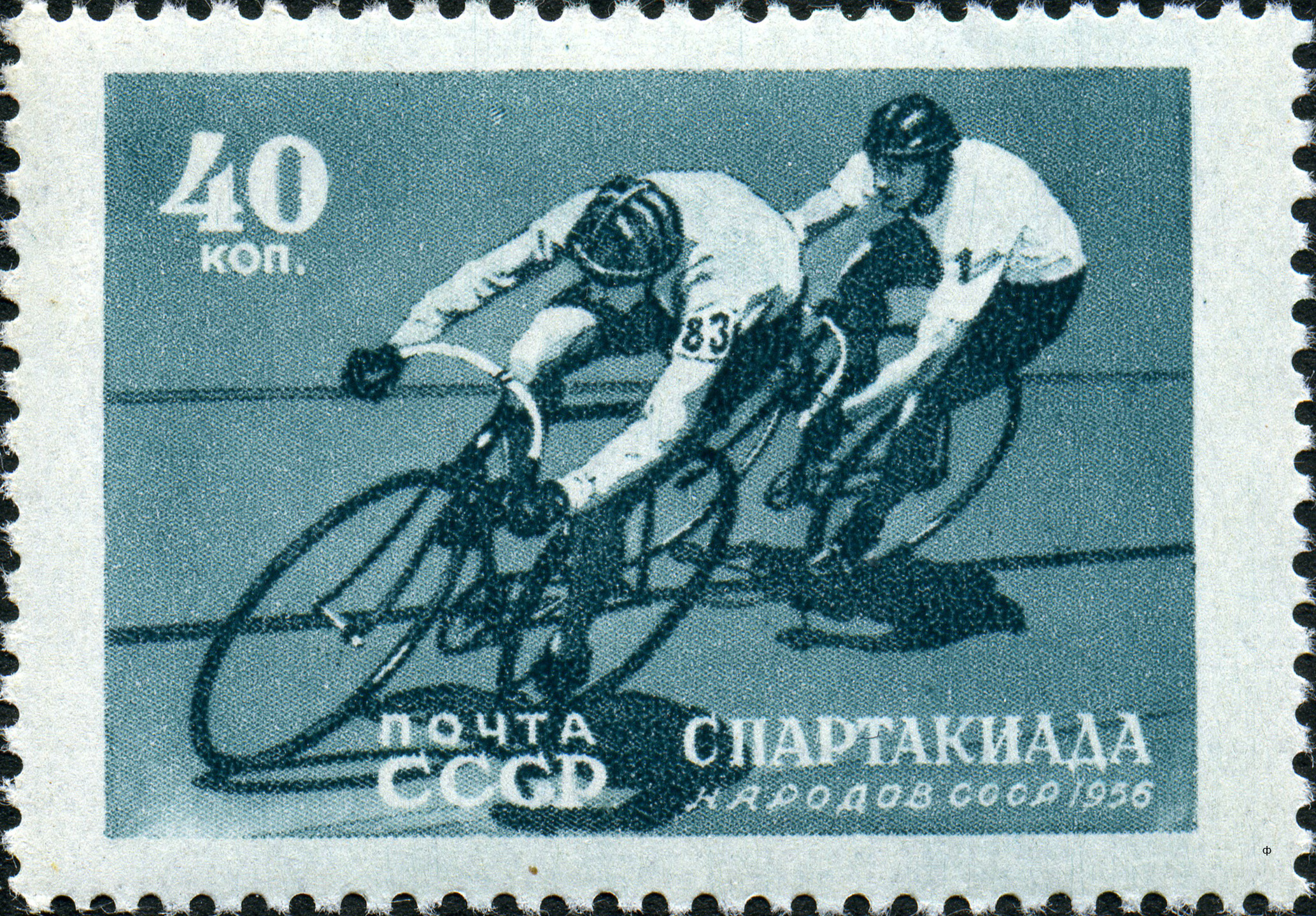
Почтовая марка, 1956 год
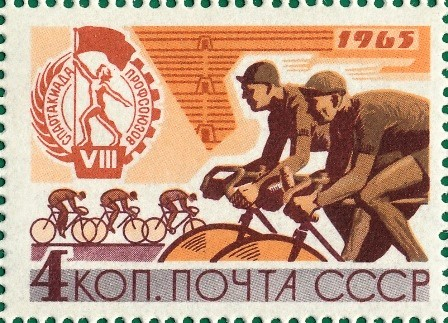
Почтовая марка, 1965 год
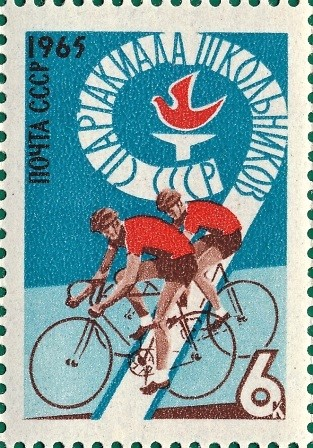
Почтовая марка, 1965 год
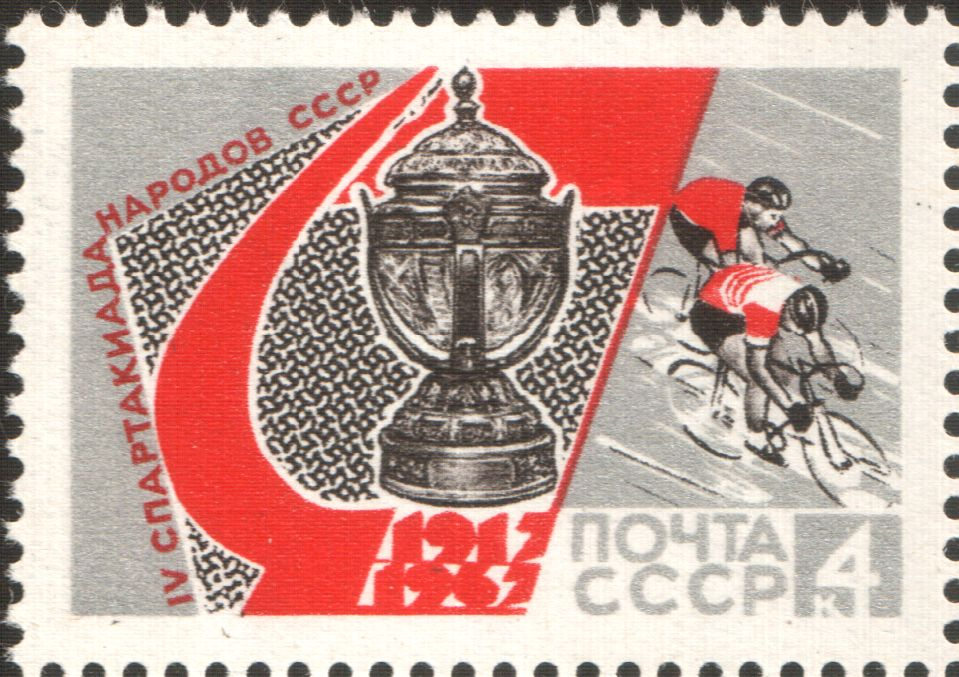
Почтовая марка, 1967 год